# サタデーソング
『サタデーソング』は、関ジャニ∞の楽曲。2021年6月23日に46枚目のシングル『ひとりにしないよ』のカップリングとしてINFINITY RECORDSから発売された。MBS・TBS系『サタデープラス』のテーマソングである。

## 概要
- 本曲は、バンドをイメージして制作されたポジティブ・ロックソングとなっている[3]。
- 本曲は、メンバーの丸山隆平がメインキャスターを務めるMBS・TBS系『サタデープラス』のテーマソングである[2][1]。
  - 同番組が土曜朝7時30分からの放送[注 3]であるため、「土曜の朝をポジティブに過ごせる歌に」をテーマに、丸山を中心にメンバーと楽曲選定を行い、楽曲タイトルも丸山が考案した[1]。
  - 同番組の2021年4月3日の放送分より、本曲が使用され、同日の放送にて本曲の音源が解禁された[1]。
- 2021年6月23日、46thシングル『ひとりにしないよ』の初回限定盤Aと通常盤のカップリングとして発売された[3]。
- 本曲の1ハーフのみのミュージック・ビデオが、同作の購入者特典として自身の公式アプリ『関ジャニ∞アプリ』内で限定配信された[5]。
  - 同MVは自身初の縦型Music Clipとなっている[5]。
  - 視聴方法は、本作の全形態に封入されている、自身のスマートフォン向けアプリ『関ジャニ∞アプリ』用のシリアルコードを登録する事で視聴可能となる[5]。
  - 同年6月21日、同MVのビハインド・ザ・シーンがYouTubeにて公開された[5]。
  - 同年7月7日、同MVの「エイターver.」がYouTubeにて公開された[5][6]。
    - 前述のMVとは異なり、同MV公開日である七夕の日にちなみ、Twitterにて願い事を書いた風船画像を募集し、関ジャニ∞のファンの総称である「エイター」の願いのこもったMVとなっている[5]。
- 同年10月16日、本曲が収録されている後述のアルバム『8BEAT』の発売を記念し、同番組とのコラボ企画として、番組オリジナルMVの制作が発表された[7]。
  - 同企画では、「週末がハッピーになる！私のおすすめ○○」をテーマに動画を募集し、それを元にMVが制作された[7]。
  - 同年11月20日、同MVが完成し、YouTubeにて公開された[8]。
- 同年11月17日、自身の10thアルバム『8BEAT』の通常盤に本曲が収録された[9]。
  - 自身のシングルのカップリングがアルバムに収録されるのは初である。

## クレジット
※本曲が収録されたアルバム『8BEAT』のクレジットより。

### 作詞・作曲・編曲
- 作詞・作曲・編曲：ヒゲドライバー

### 参加ミュージシャン
- Drums：有松益男
- E Bass：有江嘉典
- E Guitar：Kuboty（ex.TOTALFAT）
- Trumpet：シーサー（DOBERMAN）
- all other Instruments：ヒゲドライバー

## タイアップ
- MBS・TBS系『サタデープラス』テーマソング[1]

## 収録作品

### シングル
- 46thシングル『ひとりにしないよ』（初回限定盤A・通常盤）

### アルバム
- 10thアルバム『8BEAT』（通常盤）

### 映像作品

#### ライブ映像
- 20thライブDVD/Blu-ray『KANJANI'S Re:LIVE 8BEAT』
- 22ndライブBlu-ray/DVD『KANJANI∞ DOME LIVE 18祭』（初回限定盤A 特典Blu-ray/DVD）
- 50thシングル『アンスロポス』（初回限定「冬」盤 特典Blu-ray/DVD）

#### ミュージック・ビデオ
- 46thシングル『ひとりにしないよ』（関ジャニ∞アプリ 特典映像）